# Dutluca, Sulusaray
Dutluca là một thị trấn thuộc huyện Sulusaray, tỉnh Tokat, Thổ Nhĩ Kỳ. Dân số thời điểm năm 2011 là 1.828 người.